# Katarína Macová
Katarína Macová (Bratislava, 19 de febrero de 1986) es una deportista eslovaca que compitió en piragüismo en la modalidad de eslalon. Ganó una medalla de bronce en el Campeonato Mundial de Piragüismo en Eslalon de 2011 y una medalla de oro en el Campeonato Europeo de Piragüismo en Eslalon de 2010, ambas en la prueba de C1 individual.

## Palmarés internacional
| Campeonato Mundial | Campeonato Mundial      | Campeonato Mundial | Campeonato Mundial |
| Año                | Lugar                   | Medalla            | Competición        |
| ------------------ | ----------------------- | ------------------ | ------------------ |
| 2011               | Bratislava (Eslovaquia) | Medalla de bronce  | C1 individual      |
| Campeonato Europeo |                         |                    |                    |
| Año                | Lugar                   | Medalla            | Competición        |
| 2010               | Bratislava (Eslovaquia) | Medalla de oro     | C1 individual      |